# 고보연 (축구 선수)
고보연(1991년 7월 11일 ~ )은 대한민국의 축구 선수이며 포지션은 미드필더이다.